# Santa Eulàlia de Pomanyons
Santa Eulàlia de Pomanyons és una capella de la Torre de Rialb, al municipi de la Baronia de Rialb (Noguera), que forma part de l'Inventari del Patrimoni Arquitectònic de Catalunya.

## Situació
És al sector central-sud del terme municipal, damunt d'un planell anomenat "«Àrea del dolmen de Sòls de Riu», al marge dret del Rialb, que en l'indret s'ha convertit en una llengua del pantà amb el mateix nom. S'alça al sud del llarg viaducte que creua per damunt la cua del pantà. Prop seu hi ha el dolmen de Sòls de Riu. Ambdós monuments varen ser traslladats a aquest indret quan es va construir el pantà per a evitar que quedessin anegats sota les aigües. Santa Eulàlia pertanyia a la propera masia de Pomanyons.
S'hi accedeix des de la carretera asfaltada que uneix la C-1412b (de Ponts a Tremp) (km. 12,7) amb Peramola a l'Alt Urgell. Als 2,2 km.(41° 59′ 04″ N, 1° 12′ 00″ E / 41.984379°N,1.199931°E) es pren el camí perimetral de la dreta (senyalitzat), i als 200 metres es troba l'indicador de «Àrea del Dolmen» cap a l'esquerra.

## Descripció

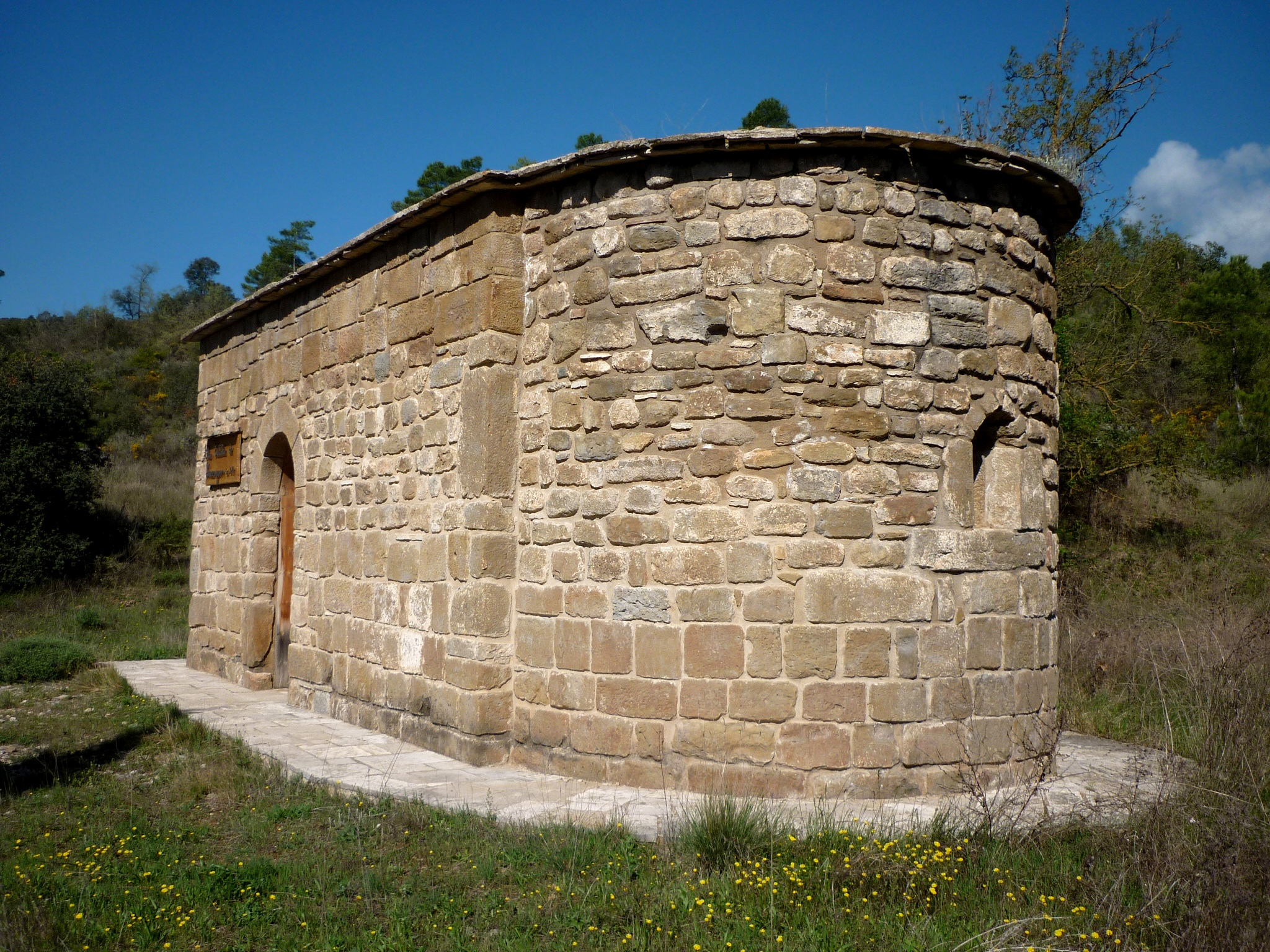
Absis

És una capella d'una nau, orientada a llevant. Té la coberta aixecada a la part de l'absis, cobrint tota la nau a dos vessants. S'observen restes de l'arrencada de l'arc de la porta romànica de migjorn, modificada per una porta de magatzem. Finestra en forma de creu, igual que Santa Maria de Palau de Rialb, a la façana de ponent. Forats de les bastides de l'època de la construcció.